# Tåsjön
För andra betydelser, se Tåsjön (olika betydelser).
Tåsjön är en sjö i främst Strömsunds kommun i Jämtlands län i Ångermanlands landskap. En liten del i dess nordvästra ände, norr om Norråker ligger dock i Dorotea kommun i Västerbottens län, Lapplands landskap. Tåsjön ingår i Ångermanälvens huvudavrinningsområde. Den är närmare 40 km lång och har en största bredd på 3 km mellan Kyrktåsjö och Sandnäset. Smalast är sjön ungefär på mitten, mellan byarna Brattbäcken och Aldernäset, då den bara är ungefär 1 km bred. Den övre delen kallades förr för Västra Tåsjön och den nedre för Östra Tåsjön.
Tåsjön är 48,4 m djup, har en yta på 45 km2 och ligger 252 m ö h.  Tåsjö socken med Tåsjö kyrka har fått sitt namn av sjön.

## Tillflöden och utflöde
Tillflöden till Tåsjön är framför allt de större vattendragen Sjoutälven (vanligen kallad Sjougdälven eller "Sjögda") och Saxån (också kallad Saxälven), samt många små åar och bäckar vid sjöns båda sidor. Tåsjön har sitt utflöde vid Tåsjöedet vid sjöns södra ände och avvattnas där via Tåsjöån till Grundfjärden och Hotingssjön, som i sin tur avvattnas via Hotingsån till Fjällsjöälven.

## Delavrinningsområde
Tåsjön ingår i delavrinningsområde (713288-149726) som SMHI kallar för Utloppet av Tåsjön. Medelhöjden är 334 meter över havet och ytan är 256,44 kvadratkilometer. Räknas de 388 avrinningsområdena uppströms in blir den ackumulerade arean 2 589,67 kvadratkilometer. Fjällsjöälven (Sannarån) som avvattnar avrinningsområdet har biflödesordning 2, vilket innebär att vattnet flödar genom totalt 2 vattendrag innan det når havet efter 197 kilometer. Avrinningsområdet består mestadels av skog (64 procent). Avrinningsområdet har 45,56 kvadratkilometer vattenytor vilket ger det en sjöprocent på 17,8 procent.

## Etymologi
Namnets förled tå anses vara samma ord som det dialektala tå, vilket betyder fägata, alltså en lång inhägnad genom vilken kreaturen leddes från fähuset till skogsbetet. Namnet skulle därmed syfta på Tåsjöns mycket långsmala form.

## Regleringar
År 1861 sänktes Tåsjöns vattenyta för att skapa större slåttermarker och 650 hektar mark torrlades. År 1948 skedde en förvandling i motsatt riktning när vattenytan höjdes med åtta meter för att skapa ett regleringsmagasin.  Vattenytan varierar nu mellan 249 och 255 meter över havet.

## Gammalt gränsmärke
Högst upp i Tåsjön, vid Saxåns utlopp, låg fram till överdämningen 1948 Steksundsholmen vilken genom ett kungligt beslut 1766 fastställdes som gränsmärke mellan Ångermanland, Jämtland och Åsele lappmark. Västerbottens läns gräns mot Jämtlands län har fortfarande en brytpunkt på holmen trots att den ständigt ligger under vatten, utom några dagar efter islossningen på våren.

## Galleri

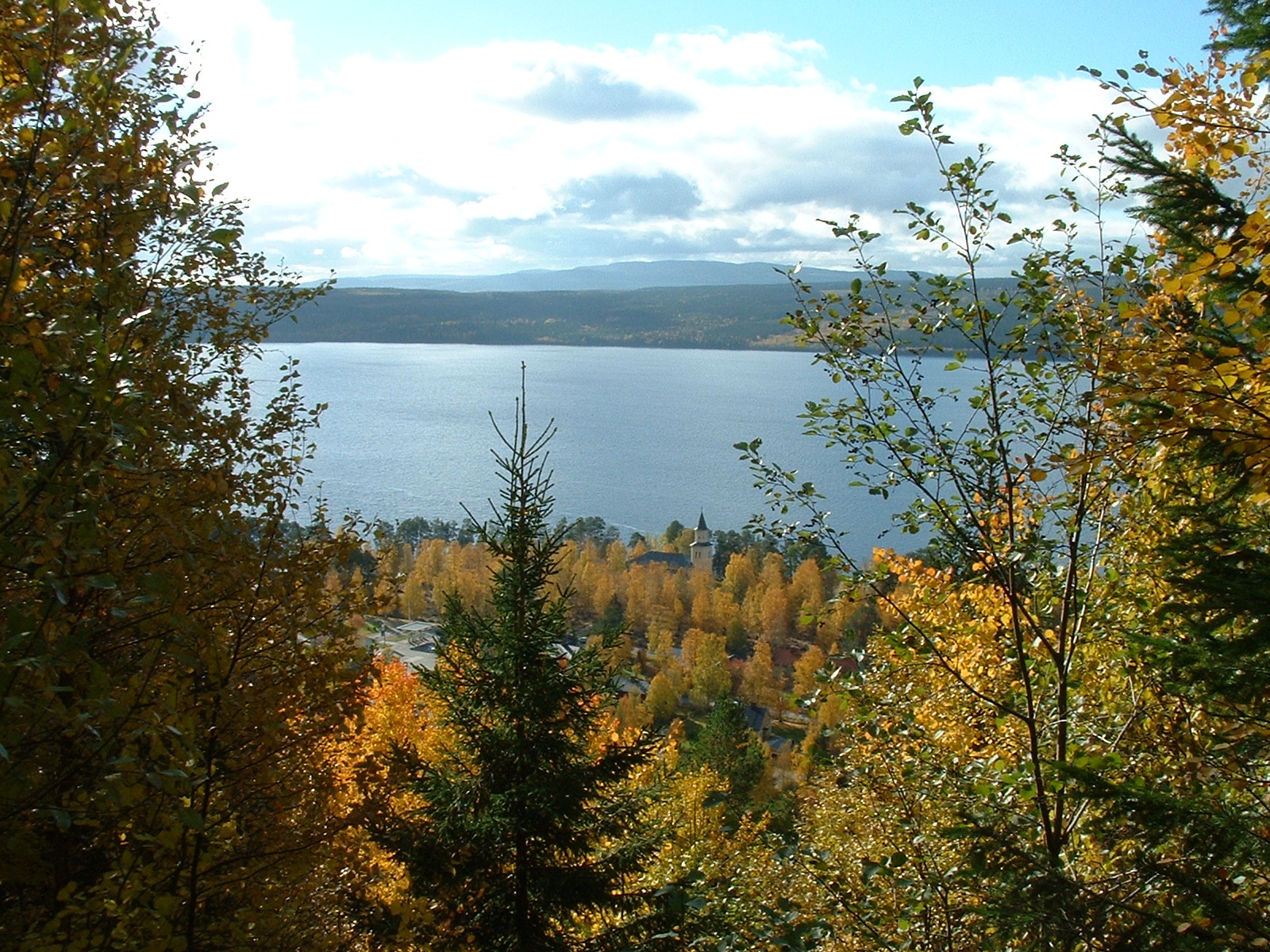
Tåsjön och Kyrktåsjö från Tåsjöberget oktober 2003.
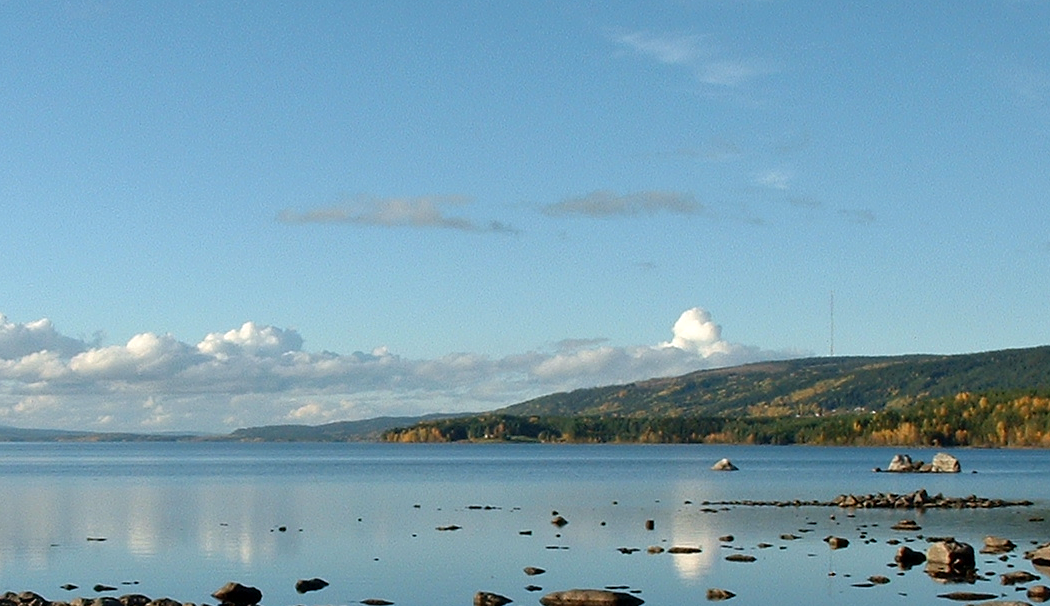
Tåsjön och Tåsjöberget från söder. Även Kyrktåsjö och Tåsjömasten skymtas.
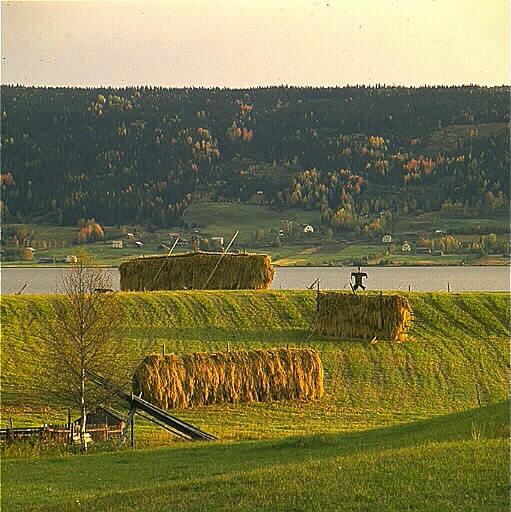
Tåsjön och odlingslandskapet runt Kyrktåsjö, troligen sent 1960-tal.